# László Paskai
Dans le nom hongrois Paskai László, le nom de famille précède le prénom, mais cet article utilise l’ordre habituel en français László Paskai, où le prénom précède le nom.
László Paskai ([ˈlaːs.loː], [ˈpɒʃ.kɒ.i]), né le 8 mai 1927 à Szeged en Hongrie, et mort le 17 août 2015 à Esztergom (Hongrie),
est un cardinal hongrois, franciscain et archevêque émérite d'Esztergom-Budapest à partir de 2002.

## Biographie

### Prêtre
László Paskai est né de parents d'origine juive, qui ont été convertis au catholicisme avant la naissance de leur fils et seront plus tard des victimes de l'Holocauste. Après être entré chez les Franciscains (Ordre des frères mineurs), László Paskai a étudié la théologie à Gyöngyös et à Budapest. Il est ordonné prêtre le 3 mars 1951 et envoyé dans le diocèse de Nagyvárad.
Il poursuit ses études en Roumanie, obtenant un doctorat en théologie à Bucarest.
Il enseigne alors la théologie et la philosophie au séminaire de Szeged.
En 1973, il devient recteur du séminaire de Budapest.
Entre 1965 et 1974, il fournit au service de renseignement du régime communiste hongrois des comptes-rendus de conversations,, selon l'historien Krisztián Ungváry (en) qui estime que ce ne sont pas ces rapports impersonnels et « nettement bienveillants » qui représentent un service rendu à la dictature, mais plutôt ses actes et déclarations par la suite, au cours de la période Kádár tardive (années 1970-1980).

### Évêque
Nommé administrateur apostolique de Veszprém (Hongrie) le 2 mars 1978, il est consacré évêque le 5 avril suivant par le cardinal László Lékai. Il devient évêque de ce même diocèse le 31 mars 1979.
En tant qu'évêque, il ne défend pas les prêtres suspendus pour avoir refusé le serment à l'État, ni les fidèles refusant le service militaire.
Le 5 avril 1982, il est nommé archevêque coadjuteur de Kalocsa avant de devenir archevêque d'Esztergom-Budapest le 3 mars 1987.
En septembre 1989, un mois avant le changement de régime, il est le seul membre de la conférence des évêques hongrois à voter en faveur de la conservation du « mouvement des prêtres pour la paix » (békepapi mozgalom, en latin Opus Pacis), qui rassemble les prêtres collaborant avec le régime et qui est financé par le Parti et par le Front populaire patriotique (Hazafias Népfront, qui désignait les candidats aux élections législatives).
En 1990, le Saint-Siège approuve un changement des statuts de la Conférence épiscopale catholique hongroise mettant fin à sa présidence de plein droit par l'archevêque d'Esztergom, primat de Hongrie.
Les évêques, peu satisfaits de la passivité de László Paskai, élisent alors un autre président que le primat.
De la même façon qu'en 1986 il avait déclaré que Rákosi, le dirigeant hongrois de l'époque stalinienne, voulait le dialogue avec le Vatican et que l'opposition totale du cardinal Mindszenty était un mauvais calcul qui avait coûté à l'Église la dissolution de la plupart de ses institutions, en mai 1989 László Paskai continue à dire qu'il ne tient pas pour nécessaire la réhabilitation de Mindszenty ; mais finalement il la demande officiellement en juillet 1989. Le rapatriement et l'enterrement des cendres du cardinal Mindszenty en 1991, et la visite du pape Jean-Paul II en Hongrie en 1991 puis en 1996, sont alors des moments forts de son activité ecclésiale.
Il se retire de la charge d'archevêque d'Esztergom à 75 ans le 7 décembre 2002. Le cardinal Péter Erdő lui succède.

### Cardinal
Il est créé cardinal par le pape Jean-Paul II lors du consistoire du 28 juin 1988 avec le titre de cardinal-prêtre de S. Teresa al Corso d'Italia.
Il participe au conclave de 2005 qui voit l'élection de Benoît XVI. Deux ans plus tard, il perd sa qualité d'électeur le jour de ses 80 ans le 8 mai 2007, c'est pourquoi il ne peut pas prendre part au vote lors du conclave de 2013 (élection de François).